# Lenny Taylor
Lenny Taylor (né à une date inconnue) est un entraîneur jamaïcain de football.
Il est membre du Comité technique de développement de la CFU depuis 2008.

## Biographie
Il commence une carrière d'entraîneur de football aux USA, dans le milieu universitaire entre 1975 et 1994 (Medgar Evers College Brooklyn en tant qu'entraîneur (1975-1980), Southern New York State Coaching Staff en tant qu'instructeur (1978-1980), Pele Soccer School en tant qu'instructeur (1978-1981), Florida Youth Soccer Association en tant qu'instructeur (1981-2005), Lauderhill Youth Soccer Programme en tant qu'entraîneur (1983-1987) et enfin Hairoun Lions en tant qu'entraîneur (1992-1994)).
Durant cette période, il dirige la sélection de Saint-Vincent-et-les-Grenadines entre 1995 et 1996, terminant finaliste de la Coupe caribéenne des nations 1995, et permettant pour la première fois à la sélection de participer à la Gold Cup, en 1996. Durant ce tournoi, son équipe s'incline contre le Mexique (0-5) et contre le Guatemala (0-3), ce qui entraîne l'élimination de la sélection au premier tour, pour ce qui constitue la seule et unique participation de l'équipe dans un tournoi majeur. Lors de son premier mandat, il enregistre la plus large victoire de l'histoire de la sélection, contre Montserrat, sur le score de onze buts à zéro. Il revient à la tête de la sélection en 2000, pour les éliminatoires de la Coupe du monde 2002, sans toutefois avoir le même succès.
Après cela, il dirige les différentes sélections de Saint-Christophe-et-Niévès (A, U20 et U17) en tant que directeur technique.
Depuis 2008, il est membre du Comité technique de  développement de la CFU.